# Ball de Cascavells
El Ball de Cascavells és una dansa popular que es balla amb cascavells. És un ball tancat de la Catalunya central, especialment al Bages, Solsonès, Berguedà, Segarra, Noguera i el Vallès Occidental. El nombre de balladors pot ser il·limitat mentre sigui un nombre parell. Normalment es balla per Pasqua, però també hi ha altres diades en què es balla.
Es ballava amb diferents melodies i coreografies emprades amb unes aplicacions diferents: per iniciar la Festa Major, com a cercavila, per anar a fer esquellots a un vidu nou casat, com a acomiadament d'un foraster i com a part de les caramelles. Antigament era ballada per homes sols amb uns camals ben plens de cascavells que feien repicar ben fort per espantar els mals esperits. Més tard s'hi afegiren les dones que en molts casos es penjaven els cascavells de les faldilles.
Una versió es ballava a Cardona.